# Oh Land of Beauty
Oh Land of Beauty ist die Nationalhymne der Föderation St. Kitts und Nevis. Sie wurde von Kenrick Georges komponiert und geschrieben und 1983 offiziell als Nationalhymne eingeführt.

## Text
O Land of Beauty!

Our country where peace abounds,

Thy children stand free

On the strength of will and love.

With God in all our struggles,

St. Kitts and Nevis be

A nation bound together,

With a common destiny.

As stalwarts we stand

For justice and liberty.

With wisdom and truth

We will serve and honour thee.

No sword nor spear can conquer

For God will sure defend.

His blessings shall forever

To posterity extend.

## Deutsche Übersetzung
O Land der Schönheit!

Unser Land, in dem Frieden herrscht,

Deine Kinder stehen frei 

auf der Kraft des Willens und der Liebe.

Mit Gott in all unseren Kämpfen,

St. Kitts und Nevis seien 

eine zusammengebundene Nation,

mit einem gemeinsamen Schicksal.

Als Getreue stehen wir 

für Gerechtigkeit und Freiheit.

Mit Weisheit und Wahrheit

Wir werden dir dienen und dich ehren.

Kein Schwert oder Speer kann siegen, 

denn Gott wird sicher verteidigen.

Sein Segen wird sich für immer 

auf die Nachwelt erstrecken.